# Tim Rietz

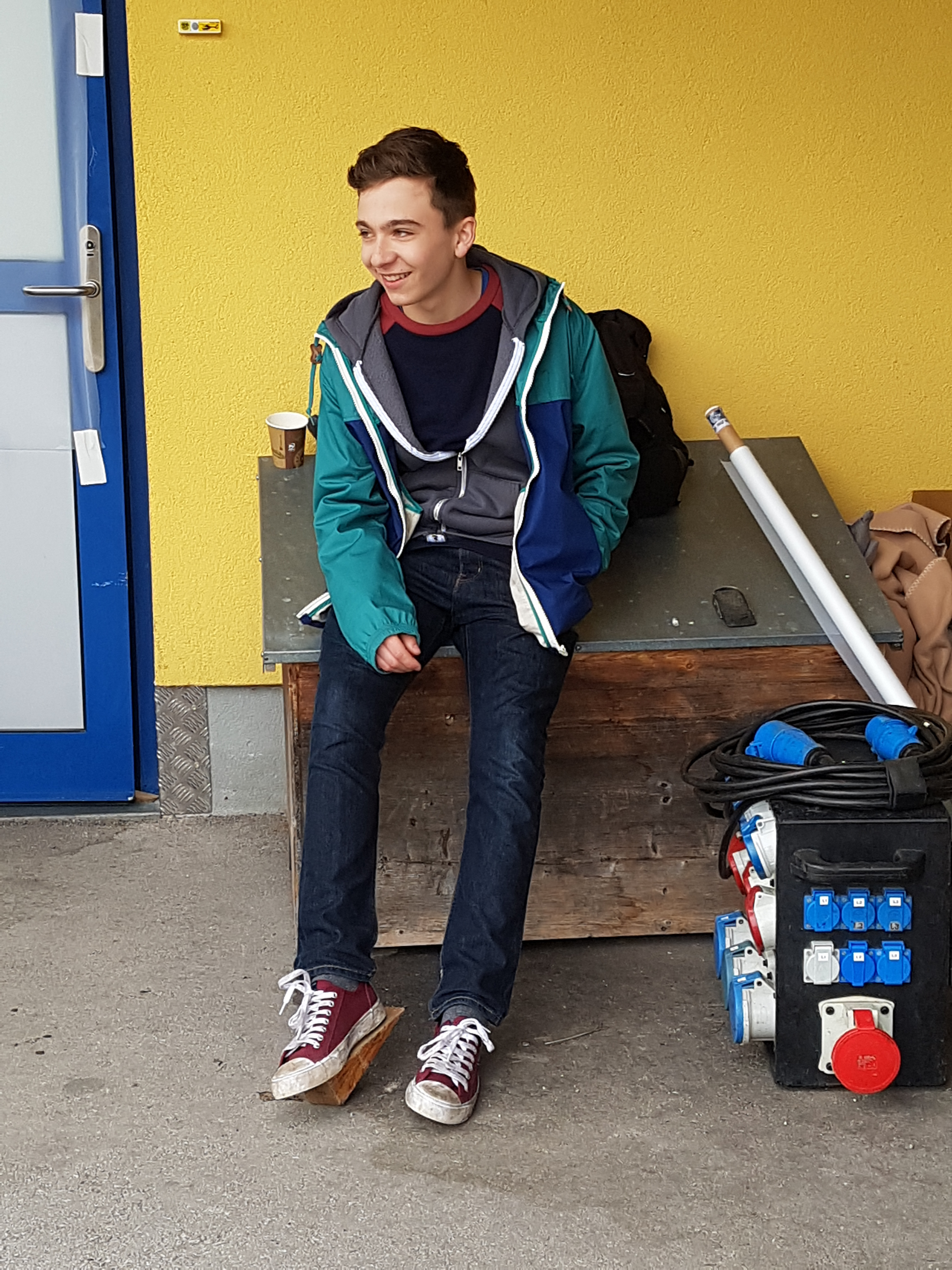
Tim Rietz am Set der Serie Die Bergretter.

Tim Marco Rietz (* 23. Februar 2002 in Fürth) ist ein deutscher Schauspieler.

## Leben
Rietz besucht eine Waldorfschule mit Richtung Abitur. Seit seinem 6. Lebensjahr ist er in verschiedenen Fernsehproduktionen zu sehen. Sein erster Auftritt im TV war eine kleine Nebenrolle 2008 in einer Folge der ZDF-Serie Hanna – Folge deinem Herzen.
Seit 2017 spielt er in der ZDF-Fernsehserie Die Bergretter die Rolle des Leon Dörfler, des Sohnes der von Robert Lohr verkörperten Hauptfigur Michael Dörfler.

## Filmografie
- 2011: So einfach kompliziert (Kurzfilm)
- 2011: Das Leben danach
- 2011: Invisible (Kurzfilm)
- 2012: Beutolomäus und der falsche Verdacht
- 2012: Tsunami – Das Leben danach
- 2013: Nacht über Deutschland – Novemberpogrom 1938 (TV-Dokumentation)
- 2014: Ellas Entscheidung
- 2015: Ware Freundschaft
- seit 2017: Die Bergretter (Fernsehserie)